# Pleurothallis castellensis
Pleurothallis castellensis är en orkidéart som beskrevs av Alexander Curt Brade. Pleurothallis castellensis ingår i släktet Pleurothallis och familjen orkidéer. Inga underarter finns listade i Catalogue of Life.